# ديردفيل (مارفل)
ديردفيل (بالإنجليزية: Daredevil)‏ هو بطل خارق يظهر في القصص المصورة التي تنشرها مارفل كومكس. ابتكره كل من ستان لي وبيل إيفرت مع بعض المساهمة من جاك كيربي. ظهر للمرة الأولى في سنة 1964. في القصة الأصلية يصاب مات موردوك بالعمى بواسطة مادة مشعة سقطت من سيارة قادمة في الاتجاه المعاكس. في حين أنه فقد قدرته على الرؤية فإن التعرض الإشعاعي قام بزيادة الحواس المتبقية له إلى مستوى خارج قدرة الإنسان العادي ويعطيه نوعا من السونار الذي يحل محل رؤيته.